# 來跳舞！
來跳舞！（德語：Auf zum Tanze!，Op.436）是小約翰·史特勞斯的一首快速波爾卡舞曲。 1888年10月21日於金色大廳舉行首演，小約翰史特勞斯的弟弟愛德華擔任指揮。

## 說明
波爾卡舞曲的名稱可以追溯到路德維希的一首同名詩作。 1888年3月3日，史特勞斯在他的維也納別墅舉行的私人舞會中，給了客人樂曲前十六小節的樂譜，並附上路德維希的詩作。1899年，Adolf Müller將本曲的旋律使用在史特勞斯的遺作喜歌劇「維也納氣質」中。
部分CD錄音中，演出時間約三分十九秒，根據指揮不同可能有所差異。

## 外部連結
- Die Polka Auf zum Tanze auf der Naxos online CD Beschreibung （页面存档备份，存于）